# Max Steenbeck
Max Christian Theodor Steenbeck (Quiel, 21 de março de 1904 — Berlim, 15 de dezembro de 1981) foi um físico alemão.

## Educação
Steenbeck estudou física e química na Universidade de Quiel de 1922 a 1927. Completou sua tese sobre raios X orientado por Walther Kossel. Submeteu sua tese em 1927/1928 e seu doutorado foi concedido em janeiro de 1929. Enquanto estudante em Quiel formulou o conceito de cíclotron.

## Livros
- Max Steenbeck Probleme und Ergebnisse der Elektro- und Magnetohydrodynamik (Akademie-Verl., 1961)
- Max Steenbeck, Fritz Krause, and Karl-Heinz Rädler Elektrodynamische Eigenschaften turbulenter Plasmen (Akademie-Verl., 1963)
- Max Steenbeck Wilhelm Wien und sein Einfluss auf die Physik seiner Zeit (Akademie-Verl., 1964)
- Max Steenbeck Die wissenschaftlich-technische Entwicklung und Folgerungen für den Lehr- und Lernprozess im System der Volksbildung der Deutschen Demokratischen Republik (VEB Verl. Volk u. Wissen, 1964)
- Max Steenbeck Wachsen und Wirken der sozialistischen Persönlichkeit in der wissenschaftlich-technischen Revolution (Dt. Kulturbund, 1968)
- Max Steenbeck Impulse und Wirkungen. Schritte auf meinem Lebensweg. (Verlag der Nation, 1977)